# Dunderpatrullen
Dunderpatrullen är ett svenskt elektroniskt bitpop-band från Östersund, Jämtland. De har spelat på ett flertal stora evenemang som datorspelfestivalen Dreamhack och anime- och spelkonventet Närcon, samt släppt tre album sedan deras start.
Deras musik är inspirerad av TV-spel med referenser från TV-spelsklassiker som de gamla Zelda-spelen, Super Mario Bros. vars popularitet gett bandet en högt trogen fan-base bland spelintresserade.

## Historia
Bandet startades av Jim Lindgren år 2007 i Östersund. Kort därefter kom Magnus Lemon och Stefan Björn med i bandet och så släppte de samma år sitt första album For Great Justice. År 2010 släppte de sin andra release, den här gången i form av en EP som heter "Fan, vad han skrek när vi åt pizza här sist!". Den följdes av albumet "Analoga Stereoider". Samma år lämnade Magnus Lemon bandet. Hans plats fylldes av Patrik Andersson.
Deras första musikvideo släpptes 2012 och innehöll singeln "Arga Leken" som kort efter release gjordes om till flera olika remixer av många andra kända band i samma genre, som till exempel Bossfight och Algar. Samma år släpptes deras nya singel "Oj! Vilken Överraskning!" vars 10-minuters repeterande video fick mycket uppmärksamhet med mer än 1.000.000 visningar på internet.
I samband med detta fick Adam Alsing och före detta Idol-domaren Daniel Breitholtz upp ögonen för bandet vilket resulterade i att de erbjöd Dunderpatrullen ett skivkontrakt. År 2013 utannonserade bandet sin nya och fjärde medlem Erik Sjöstrand.
Bandet gjorde sin första spelning 2007 på Storsjöteatern i Östersund och har sedan dess bland annat spelat i Köpenhamn och på Nalen i Stockholm.

## Medlemmar
- Jim Lindgren (2007-nutid)
- Stefan Björn (2007-nutid)
- Patrik Andersson (2010-nutid)
- Niklas Hillman  (2015-nutid)

## Tidigare medlemmar
- Magnus "Clemmons" Lemon (2007-2010)
- Erik Sjöstrand (2013-2017)

## Diskografi

### Studioalbum
- 2007 - For Great Justice
- 2010 - Analoga Stereoider
- 2014 - Keygeneration

### EP
- 2010 - Fan, vad han skrek när vi åt pizza här sist!

### Singlar
- 2012 - "Call Me Katla, Baby"
- 2012 - "Arga Leken"
- 2012 - "Oj! Vilken Överraskning!"
- 2014 - "Tumba Ping Pong Song"
- 2015 - "Crazy Swing"
- 2016 - "Övningsköra"
- 2017 - "We Are Number One (Remix)"
- 2017 - "Dansbandstechno"
- 2018 - "Bästa Kompisar"
- 2019 - "Arcadia"
- 2020 - "Cellar Door"
- 2020 - "JENOVA"
- 2020 - "Ultima 2.0"
- 2020 - "Tally-Ho!"
- 2021 - "Disco Dancing Caravan Camping"